# Western Union
 (juin 2011).
Si vous disposez d'ouvrages ou d'articles de référence ou si vous connaissez des sites web de qualité traitant du thème abordé ici, merci de compléter l'article en donnant les références utiles à sa vérifiabilité et en les liant à la section « Notes et références ».
Pour la goélette, voir Western Union (goélette).
Western Union (WU ) est une entreprise américaine du secteur des paiements, spécialisée dans les transferts d'argent internationaux pour les particuliers et les entreprises. WU opère dans plus de 200 pays et territoires au travers d'un réseau de 500 000 agences physiques, 100 000 kiosques et guichets automatiques bancaires ainsi que par internet. Elle a transféré plus de 150 milliards de dollars en 2015, et effectué près de 31 transactions par seconde. Son siège est situé à Meridian (en) près de Denver, dans le Colorado.

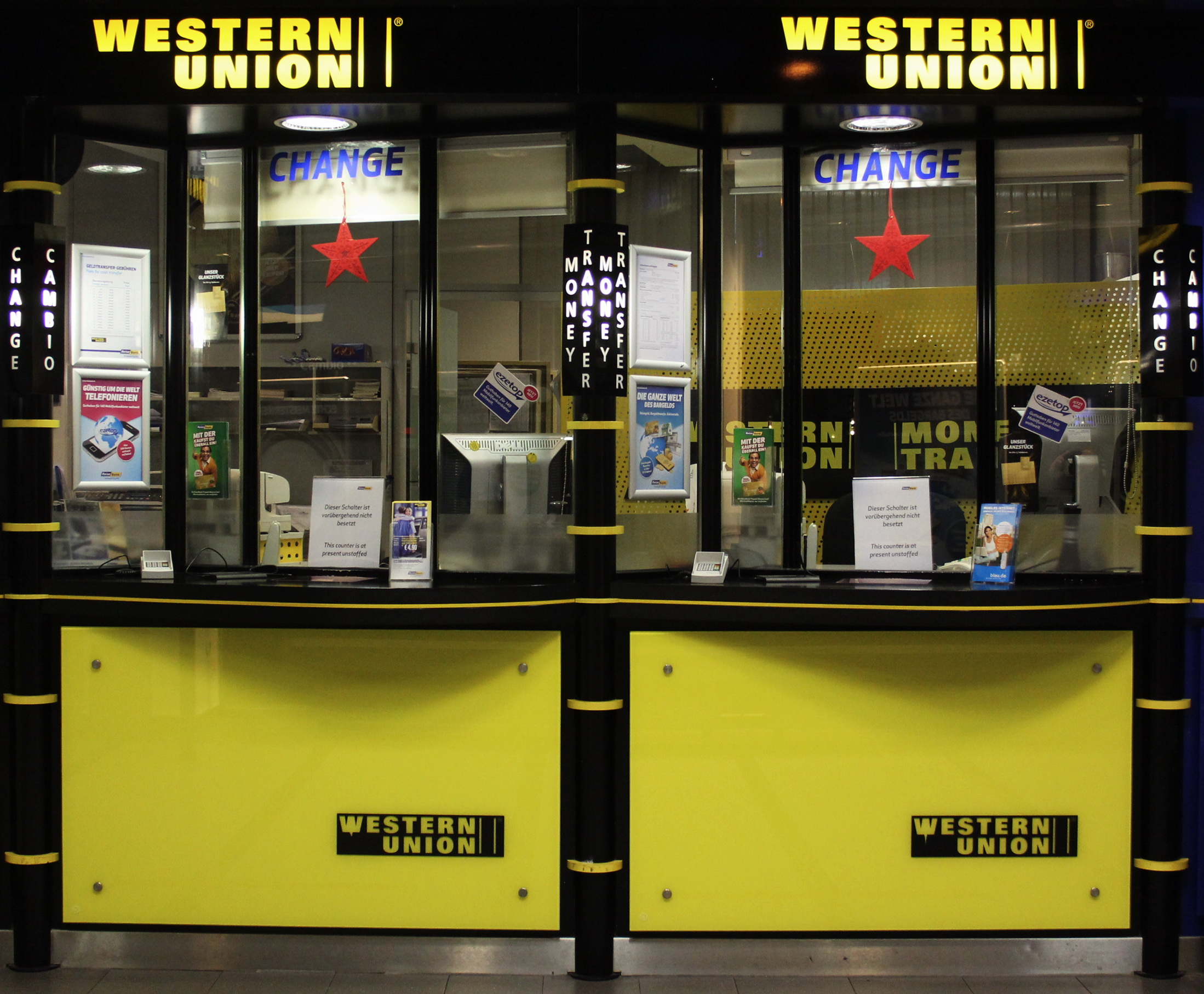
Guichet, à la gare de Munich.

## Histoire

### Années 1830 et 1840
En 1832, Samuel Morse s’inspira des travaux de ses prédécesseurs pour inventer un système électrique, modernisant le système du sémaphore. Six ans plus tard, il échoue à obtenir une subvention fédérale, et voyage en Europe, où il découvre que les Anglais Cooke et Wheatstone ont lancé une première ligne, de 2 kilomètres. Il écrit de Paris au New York Observer une lettre, reprise par toute la presse américaine, où il décrit ses projets. L'année suivante, en 1843, le congrès vote une subvention de 30 000 dollars à titre expérimental. L’ingénieur Ezra Cornell se propose d’abord d'enterrer la ligne dans des tuyaux de plomb, puis l’aide à poser des poteaux entre Baltimore et Washington, permettant en 1844 à Morse d’envoyer son premier message sur une longue distance, puis de vendre son brevet par appartements. F.O.J. Smith, parlementaire du Maine, achève en 1846 deux lignes, reliant New York à Washington et à Boston. Une troisième, encore plus longue, suit le Canal Erié jusqu'à Buffalo, plaçant New York au cœur du réseau Morse. 
Le New York Telegraph Act de 1848 a ensuite stimulé la concurrence. Des lignes télégraphiques utilisant la technologie du scientifique écossais Alexander Bain ou celle de Royal Earl House se créent le long de celles pratiquant la méthode Morse, mais aussi à l'ouest, où domine la pratique du "premier arrivé, premier servi".
Hiram Sibley, qui avait participé en 1844 au déploiement de la ligne entre Baltimore et Washington, rencontre en 1849 le juge Samuel L. Selden. Ce dernier a acheté un droit d’utilisation du brevet pour la société House Telegraph. Tous deux créent la "New York State Printing Telegraph Company", face à la société rivale "New York, Albany, and Buffalo Telegraph Company". Plutôt que de lancer une ligne de plus, les deux hommes créent l’Association for the New York and Mississippi Valley Printing Telegraph Company (NYMVPTC), regroupant les lignes existantes à l’ouest de Buffalo. Elle deviendra la Western Union Telegraph Company, un futur monopole qui émerge rapidement d'un marché au départ très morcelé.

### Années 1850 et 1860
En 1851, il existe encore plus de 50 sociétés concurrentes exploitant des télégraphes aux États-Unis, avec des technologies différentes, dont celle du scientifique écossais Alexander Bain. Hiram Sibley recapitalise la société en 1854 et impulse un programme de construction et d’acquisition, en particulier dans le Midwest. Il rachète, après une âpre bataille, les droits d'Ezra Cornell, qui fut le premier associé de Samuel Morse et qui venait de reprendre une de ses anciennes sociétés pour la rebaptiser "New York & Western Union Telegraph Company". En 1856, la société se renomme "Western Union".
En 1857, le marché commence à s'organiser. Le 30 juin, Amos Kendall, détenteur d'un brevet Morse, invite à New York les représentants de quatre autres compagnies de télégraphe, parmi lesquelles la Western Union, pour négocier des relations d'affaires privilégiées. D'autres compagnies s'invitent à la réunion et, le 7 juillet, se forme ce que les historiens appelleront "le Traité des six nations".  Six jeunes compagnies de l'Ouest, menées par celle d'Hiram Sibley, se lient pour trente ans. Chacune n'entrera dans le territoire d'aucune autre. Elles achètent pour un total de 56 000 dollars d'équipements d'une quatrième technologie, qui a le vent en poupe essentiellement dans l'Ouest : le télégraphe imprimeur (téléscripteur), inventé en 1855 par David Edward Hughes. Parmi les six, il y a aussi l'American Telegraph Company fondée en 1855 par le millionnaire Cyrus Field, qui a racheté des petites compagnies de l'Est et prévoit de poser un câble télégraphique transatlantique. Il s'engage à lui seul à acheter 45 % des équipements de David Edward Hughes. Une société de Montréal s'ajoute aux six autres peu après, en 1858.
Amos Kendall et F.O.J. Smith, détenteurs de brevet Morse, sont alors obligés de contre-attaquer, en lançant des lignes à l'ouest, pour peser dans les négociations. Les discussions démarrent fin 1858, durent plus de dix mois, jusqu'à un accord général de non-concurrence du 12 octobre 1859, qui prévoit le rachat des lignes de F.O.J. Smith, et réserve à Amos Kendall certaines lignes à fort trafic. Un accord devait être trouvé dès août, mais la décision de Daniel H. Craig, directeur de la New York Associated Press, de couper les nouvelles européennes au Public Ledger de Philadelphie donne un prétexte pour faire traîner les choses. Finalement, un accord du partage de territoire est trouvé et, le même jour, l'American Telegraph Company récupère les lignes en dehors des « Six nations ».
En 1860, le président américain James Buchanan signe le Pacific Telegraph Act, qui lance un appel d’offres pour une ligne transpacifique, terminée dès l’année suivante. Et en 1864, seule la Western Union et l'American Telegraph Company ont survécu à la guerre de Sécession, au sein des « Six Nations ». Mais la United States Telegraph Company entre en scène et rachète de petites sociétés pour s'implanter sur le territoire de chacune de ses deux rivales. Les brevets sur l’invention de Morse expirent, l’industrie risque de se morceler à nouveau. Puis, en 1866, la Western Union absorbe toutes les autres sociétés, y compris l’American Telegraph Company et l’U.S. Telegraph Company. Son monopole est en place.

### Années 1870 et 1880
Le groupe rachète en 1873 l’International Ocean Telegraph Company pour s’étendre à l’étranger et, en 1872, un tiers de la nouvelle société de téléphone Gray and Barton qu’elle renomme Western Electric.
Western Union retrouve un premier rival avec l'Atlantic and Pacific Telegraph Company, créée par Jay Gould en 1874. Ce dernier tente de prendre le contrôle de la Western Union au détriment des Vanderbilt, et y parvient en 1881 lorsque les deux sociétés fusionnent. Un autre rival apparaît dans les années 1880 avec la Postal Telegraph Company de John Mackay, qui avait fait fortune sur le Comstock Lode. En fusionnant de multiples petites sociétés en faillite, il a réussi à contrôler environ 10-20 % du marché.
Pour se concentrer sur le télégraphe et ne pas s’épuiser en batailles juridiques avec le concurrent Bell, Western Union sort de cette activité téléphone dès 1881 en vendant Western Electric à l’autre société de téléphone nouvellement créé par Graham Bell, la Bell Telephone Co., ainsi qu’un stock de 56 000 téléphones et tous les droits sur l’invention du téléphone par Gray en échange de 20 % sur les recettes pendant 17 ans, soit la durée des brevets. Cinq ans plus tôt, Western Union avait refusé l’offre de Bell qui lui proposait ses brevets en échange

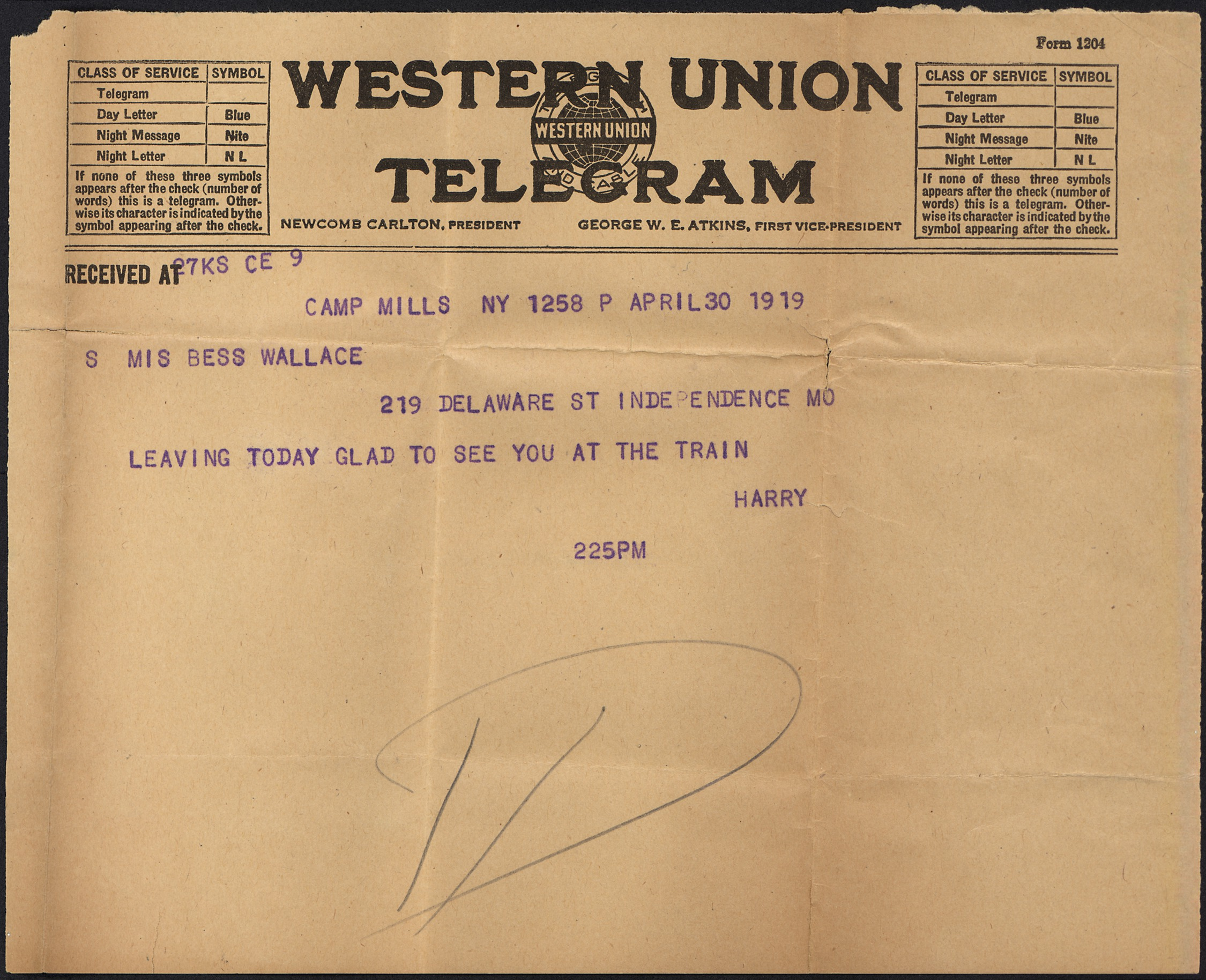
Télégramme de la Western Union de Harry S. Truman envoyé à sa fiancée Bess Wallace en 1919.

En 1919, c’est l'ensemble de la société Western Union qui passe sous le contrôle de Bell, devenu AT&T. Le télégramme est alors téléphoné, pour profiter du réseau AT&T.
Durant toute cette période, la Western Union est la plus importante société internationale de radiocommunications et joue un grand rôle dans les relations commerciales transcontinentales.

### La mutation vers les services financiers
A partir de 1989, l'entreprise prend un virage stratégique qui la conduit à utiliser ses capacités technologiques en matière de communications afin de permettre l'exécution rapide de transferts de fonds internationaux.
Acquise par l'américain First Data en 1994, Western Union se spécialise dans ce domaine et en devient l'un des leaders mondiaux.
Western Union devient une société pleinement indépendante en 2006 dans le cadre d'une scission. À l'époque, elle génère 4 milliards de dollars de chiffre d'affaires et opère au travers d'environ 270 000 agences.
L'entreprise suspend toutes ses relations avec Cuba en novembre 2020, étant menacée de sanctions par le gouvernement américain. En novembre 2020, Western Union prend une participation de 15% dans la filiale de paiement de Saudi Telecom pour 200 millions de dollars.
En août 2025, Western Unio annonce l'acquisition d'Intermex pour 500 millions d'euros.

### L'activité en France
Le service de transfert d'argent WU à destination des particuliers est disponible en France au travers d'un réseau de 12 000 agences, dont 10 000 bureaux de poste, la Banque Postale ayant noué un partenariat avec WU depuis 1995.
Un site web ainsi qu'une application mobile (iOS et Android) sont également disponibles permettant d'effectuer des transferts vers la Zone Euro, le Maghreb, l'Afrique subsaharienne, l'Asie du Sud, la Turquie, la Chine et les Amériques du Sud et du Nord.
En 2019, la société Western Union prévoit un plan de licenciement massif en vendant son activité de transfert par agences, comprenant 20 agences dédiées et plus de 250 salariés et en réduisant également drastiquement son activité de CtoC en licenciant pas moins de 50 salariés sur 70 restants. Ce plan de licenciement touche également toute l'Europe où plus de 1200 salariés ont déjà été licenciés et fermant des bureaux historiques tels que Francfort ou encore Madrid.[réf. nécessaire]
La division "entreprises" de Western Union est également présente en France au travers de l'entité WUBS (Western Union Business Solutions) qui se positionne comme l'expert de la gestion des paiements internationaux. Les clients de cette division sont les institutions financières, les universités & grandes écoles ouvertes aux étudiants internationaux, les ONG ou encore les acteurs du monde du tourisme international.

## Services
Les transferts internationaux de particulier à particulier sont le service le plus utilisé de Western Union. Aux États-Unis et dans certaines régions du Canada, de l'Argentine et d'autres pays, les consommateurs peuvent également utiliser le service Quick Pay pour les échéances de remboursement de leurs prêts ou leurs factures.

## Chiffres-clés
En 2015, les chiffres clés publiés par WU étaient les suivants :
- 150 milliards de dollars transférés
- 150 millions de clients
- Une présence dans plus de 200 pays et territoires
- 500.000 agences et 100.000 ATM/kiosques
- 130 monnaies gérées
- 5,5 milliards de dollars de chiffre d'affaires
- Plus de 200 millions de dollars investis chaque année dans le secteur de la conformité
- 21 % de croissance de son business digital (sites web & applications)
- La possibilité d'envoyer de l'argent en direction de plus d'un milliard de comptes bancaires

## Direction
- Hikmet Ersek, président-directeur général
- Raj Agrawal, vice-président exécutif Finances
- John Dye, vice-président exécutif chargé des affaires Juridiques et de la Conformité
- Richard Williams, vice-président exécutif Ressources Humaines
- Molly Shea vice-président exécutif Division Transfert d'Argent
- Jean Claude Farah, vice-président exécutif Division Paiements

## Principaux actionnaires
En janvier 2012 :
- Wellington Management Company 10,64 %
- T. Rowe Price Associates 7,07 %
- The Vanguard Group 4,18 %
- State Street Corporation 3,70 %
- GE Asset Management 2,65 %
- Invesco Advisers 2,60 %
- BlackRock Institutional Trust Company 2,59 %
- Artisan Partners Limited Partnership 2,23 %
- PAG Company 2,22 %
- Avalone Corporation 2,17 %

## Parrainage
Depuis 2017, Western Union est le parrain officiel des Denver Nuggets. À ce titre, leur logo apparaît sur les maillots de l'équipe, au niveau de l'épaule gauche.

## Lutte contre la fraude
Le service Western Union est parfois utilisé par des gens malhonnêtes pour se livrer à la fraude en ligne. WU recommande à ses clients de ne pas envoyer d'argent à des gens qu'ils ne connaissent pas personnellement. Par ailleurs, en raison des nouvelles formes d'escroquerie, le groupe conseille également aux personnes qui pensent connaître le destinataire de vérifier l'identité de la personne avant d'envoyer des fonds. La fraude la plus connue est la demande d'envoi d'argent à un destinataire inconnu (sollicitation par courriel ou téléphone) qui vous demande une aide financière.